# Matt Taylor (rugby à XV)
Pour les articles homonymes, voir Matthew Taylor et Taylor.
Pas d'image ? Cliquez ici

a Compétitions nationales et continentales officielles uniquement.

Dernière mise à jour le 9 avril 2015.
Matthew McGregor Taylor, né le 16 septembre 1972 à Brisbane (Australie), est un joueur et entraineur de rugby à XV d'origine australienne. Il entraîne depuis 2012 l'équipe d'Écosse de rugby à XV en tant que responsable de la défense.

## Biographie

### Joueur
Matthew McGregor Taylor représente la province du Queensland en moins de 16 ans et en moins de 21. Il arrive en Europe en 1999-2000 pour jouer avec le club d'Aberdeen GSFP, il est retenu en élection du district Calédonien. Il signe un contrat avec Edinburgh Rugby en mai 2000 puis avec les Border Reivers l'été 2002. Ses parents sont nés en Écosse à Dunfermline (Fife). Il peut représenter l'Écosse au niveau international (Scotland Development XV, Scotland A en novembre 2001 et en février 2002) sans connaître de cape au plus haut niveau. 

### Reconversion comme entraîneur
Il gagne le Super XV avec les Queensland Reds en tant qu'entraîneur chargé de la défense. Il rejoint Andy Robinson en 2012 pour prendre en charge la défense de l'équipe d'Écosse de rugby à XV. Il occupe les mêmes fonctions avec la franchise des Glasgow Warriors, sous la tutelle de Gregor Townsend.
Il est toujours en place avec l'équipe d'Écosse pour le tournoi des Six Nations 2015 avec le nouveau sélectionneur, Vern Cotter.